# 199 Byblis
199 Byblis /ˈbɪblɪs/ (định danh hành tinh vi hình: 199 Byblis) là một tiểu hành tinh tương đối lớn ở vành đai chính.
Ngày 9 tháng 7 năm 1879, nhà thiên văn học người Mỹ gốc Đức Christian H. F. Peters phát hiện tiểu hành tinh Byblis khi ông thực hiện quan sát tại Đài quan sát Litchfield thuộc Đại học Hamilton ở Clinton, New York, Hoa Kỳ và đặt tên nó theo tên Byblis, một người yêu anh trai mình (loạn luân) trong thần thoại Hy Lạp.